# Etnografía virtual
La etnografía virtual, también conocida como ciber-etnografía, etnografía digital o etnografía de lo digital es un método de investigación online que adapta abordajes etnográficos al estudio de comunidades y culturas creadas a través de interacción social mediada por ordenador. La etnografía virtual designa al trabajo de campo online adaptado a la metodología etnográfica. No hay una aproximación canónica que prescriba cómo la etnografía debe ser adaptada al entorno online.  En cambio, se deja a cada investigador especificar sus adaptaciones propias. El conjunto de neologismos se refieren así a la aplicación general de métodos etnográficos al trabajo de campo online practicado por antropólogos, sociólogos y otros estudiosos.
La etnografía virtual no debe confundirse con la netnografía, una técnica de investigación utilizada por el marketing para analizar el comportamiento de consumidor online.

## Introducción
El estudio etnográfico tradicional observa las interacciones entre individuos que conviven en un mismo espacio o lugar. Las etnografías de comunidades y culturas online extienden el estudio etnográfico a encuadres donde las interacciones son tecnológicamente mediadas, no presenciales. La etnografía virtual, por tanto, supera las limitaciones en la idea tradicional de campo como un espacio delimitado. Entiende también que las comunidades online pueden crear una cultura compartida a través de interacciones mediadas digitalmente.  A pesar de que el trabajo de campo etnográfico aplicado a interacciones mediadas por ordenador ha sido objeto de controversias,  el mismo está siendo cada vez más aceptado.
Algunos investigadores pioneros de Internet como Sandy Stone y Sherry Turkle,  observaron que los participantes en comunidades online realizan performances sociales que pueden diferir drásticamente de su vidas offline.  Esto llevó a la idea de que las identidades online pueden ser separadas de aquellas offline. Entender hasta qué punto nos mostramos diferentes en entornos online y offline, y si esto refleja una segmentación de nuestra identidad o una misma identidad representada de modo diferente en contextos diferentes, continúa siendo una cuestión importante para los etnógrafos virtuales.
Muchos aspectos de la interacción virtual, o mediada por ordenador, son distintos de las que ocurren en persona, en la vida real,  en encuentros presenciales. La mayor parte de las interacciones en comunidades online se dan a través de textos. Se trata de una clase diferente de interacción, en la que el lenguaje corporal así como otros elementos están ausentes o traducidos a signos y texto. En la medida en que estos textos permiten reconstruir los rastros de interacciones, se constituyen en interés del etnógrafo virtual. 
El tipo y nivel de acceso a los investigadores de comunidades online son también particulares en la etnografía virtual. Mientras que las interacciones presenciales son efímeras cuando ocurren, las interacciones online quedan a menudo automáticamente salvadas y archivadas, creándose registros que permanecen en el tiempo. Las distinciones entre espacios públicos y privados son también a menudo poco claras en las comunidades online. Los etnógrafos virtuales intentan, a partir de allí, adaptar los procedimientos de observación participante a las contingencias del trabajo mediado por ordenador. Ellos incluyen la realización de una inmersión cultural, recoger y analizar datos, y garantizar principios éticos de investigación.
La etnografía virtual se ha desarrollado significativamente con la aparición de las nuevas tecnologías. Desde sus inicios, algunos investigadores han actuado como fisgones de comunidades online, y conducido estudios puramente observacionales. Esta aproximación ha sido criticada, con el argumento de que los investigadores tendrían que participar plenamente como miembros de la comunidad online estudiada. Tal postura valora los estándares etnográficos tradicionales de observación participante, compromiso prolongado e inmersión profunda. La etnografía virtual, como la etnografía tradicional, apunta a producir una descripción densa que pueda ayudar a un extranjero a entender el significado del comportamiento en una cultura o comunidad. La importancia de la participación y la inmersión hace que estos abordajes se diferencien de otros métodos cualitativos de investigación en Internet, como las entrevistas online y el análisis de contenido online. Los métodos etnográficos son también diferentes de los métodos cuantitativos de investigación en Internet, como el uso de minería de datos o el análisis de redes sociales.  Aun así, algunos investigadores utilizan estos métodos de manera complementaria junto con la etnografía virtual para triangular sus hallazgos.
De acuerdo a Gutiérrez et al. (2016) este método tiene las siguientes características 1) la reflexividad, 2) la vinculación activa con el campo, 3) la capacidad de observación y de diálogo, 4) el registro y 5) sistematización de los procesos académicos. Como beneficios, se destaca que hay diferentes formas de datos que se pueden capturar de manera muy eficiente a través de la tecnología como la ubicación y el tiempo, a través de la geolocalización), hay una menor influencia del observador, se puede hacer una transcripción y archivada automática de los datos. Los mismos autores antes señalados sostienen que la aplicación de la etnografía educativa virtual puede contribuir a la resignificación de los conceptos en los distintos procesos educativos. Este método contribuye a que se pueda tener una nueva concepción de los significados que va adquiriendo la tecnología en las culturas que se conforman gracias a ella.

## La gama de metodologías
Los etnógrafos se han aproximado al estudio el Internet de diferentes maneras. Una variedad de términos reflejan las diversas formulaciones metodológicas de la etnografía virtual. Cada cual mantiene un diálogo propio con la tradición antropológica. Algunos creen que la etnografía en entornos online implica una aproximación metodológica diferenciada. Otros creen que la etnografía virtual no es una forma diferente de etnografía, a pesar de que la investigación en Internet nos fuerza a repensar algunos conceptos y supuestos fundamentales de este abordaje.
Las decisiones metodológicas necesitan ser adaptadas a las preguntas que cada investigador busca contestar. La ventaja principal de la etnografía virtual reside en el alcance y escala de los datos disponibles. Esta permite coleccionar una variedad de tipos de datos, incluyendo formatos audiovisuales, en varias plataformas como sitios web, foros y redes sociales.
Otras ventajas incluyen la posibilidad de confrontar las interpretaciones con los participantes. Postear notas de campo en un blog y dejar que los participantes hagan comentarios puede, por ejemplo, proporcionar transparencia a los sujetos y la investigación. 
Es importante para la etnografía virtual considerar si las interacciones online son por sí mismas suficientes para alcanzar un entendimiento profundo de la comunidad. Entender la relación entre las interacciones online y offline de los miembros es necesario. Para ello, pueden realizarse encuentros presenciales con los informantes.

### Limitaciones
Una de las limitaciones de la etnografía virtual es la necesidad de que el etnógrafo posea ciertas destrezas tecnológicas. Algunos estudios requieren solo habilidades de ordenador elementales, pero otros requerirán un conocimiento avanzado en aplicaciones, herramientas analíticas y tareas de programación. El desarrollo de las tecnologías de la información avanza más rápidamente que la literatura sobre metodología, por lo que "existe poco consenso sobre los mejores modos para recoger y analizar datos en los nuevos medios".
La naturaleza temporal de los datos online también puede ser un asunto. Sería válido preguntar, qué es un dato del presente. Robinson (2011) sostiene que, en casos como videos de YouTube y comentarios subsiguientes, "la ciber-realidad presente puede ser interpretada como una continua acumulación de todas las entradas pasadas de miembros o participantes". Los etnógrafos también necesitan pensar en su propia identidad y cómo "podría devenir parte de la retro-alimentación con aquellos que está estudiando", y si condiciona o no los datos recogidos. Así, deben ser particularmente flexibles y reflexivos en su práctica etnográfica.

## Ética de investigación
En la medida en que la etnografía virtual es similar a la etnografía tradicional, esta debe incorporar consideraciones éticas similares. Aun así, la naturaleza del espacio online plantea asuntos éticos nuevos, incluyendo aquellos relacionados al consentimiento informado de los sujetos y la protección de intimidad o anonimato. Una etnografía virtual mal realizada podría inclusive ser asimilada a una forma de "escucha electrónica". La Asociación Antropológica Americana debe todavía incluir recomendaciones específicas con respecto a la etnografía virtual en su Código de Ética.
Hay asuntos éticos significativos alrededor de la recolección de datos y herramientas digitales. Los etnógrafos virtuales deben respetar la privacidad en el ciberespacio. Que un sitio web sea de libre acceso no necesariamente implica que el derecho al anonimato y la intimidad se disuelvan. Robinson (2011) insiste en que "si nuestras identidades en el ciberespacio son extensiones de nuestras identidades offline,  deberían ser garantizadas las mismas consideraciones éticas que en el mundo offline".
Los investigadores deben explicitar sus intenciones y definir correctamente qué datos serán recogidos. La práctica del fisgoneo choca con el principio etnográfico del consentimiento informado, en el cual los participantes tienen derecho a conocer la finalidad del estudio que se realizará y decidir de manera informada si participar o no. Los etnógrafos virtuales tienen el reto de informar a los participantes de su presencia y actividades de investigación, sin poner en peligro su capacidad de recoger datos significativos. Los estudiosos recomiendan incluir una comunicación que identifique su interés de investigación y enlaces con más información.  Aun así, esta práctica es solo posible en algunos espacios online, como foros, pero no en otros.
Las innovaciones tecnológicas y posibilidades de nueva investigación dejan atrás la creación de directrices éticas claras y adaptadas. Empero, algunas directrices existen y son regularmente actualizadas por la Asociación de Investigadores de Internet (en inglés, AoIR).
Otro constreñimiento ético se relaciona con las dificultades para anonimizar los datos. El uso de seudónimos no es, en la mayoría de los casos, suficiente para garantizar el anonimato en Internet. La búsqueda de un fragmento citado en Google es a menudo suficiente para identificar a los participantes. Cualquiera potencialmente puede tener acceso para buscar los resultados que revelan el autor y su identidad. Muchos estudiosos utilizan por ello la paráfrasis del dato textual, para evitar la identificación de la fuente. Proteger el anonimato del participante puede entrar en conflicto con la preservación de sus propias expresiones.